# Mitling-Mark
Mitling-Mark ist ein Ort in der Gemeinde Westoverledingen im Landkreis Leer in Ostfriesland.

## Geschichte
Mitling, auch Mittelinge oder Mydlinghe genannt, wird erstmals am 24. August 1436 urkundlich erwähnt. In dieser Urkunde schwört Hero Aldsenna to Boecmora (Backemoor) dem hamburgischen Amtmann Detlef Bremer zu Emden Urfehde. Als Bürge erscheint ein „Jelke to Mydlinghe ut Overledingherlande“.
Unter Mitling wurde ursprünglich ein zwischen Völlen und Grotegaste gelegener Mittelweg verstanden, an dem sich später eine Ortschaft ansiedelte. In Mark soll einst eine Burg gestanden haben. Als Besitzer der Burg zu Mark werden Hisco Cirks († 1592) und Hero Uniken († 1623) genannt. Die Windmühle von Mitling-Mark war bereits auf einer Karte von 1595 zu finden.
Bei Mitling und Mark handelt es sich eigentlich um zwei Ortschaften, wobei Mitling das Kirchspiel ist. Arends berichtet in seiner Erdbeschreibung von 1824, dass das „Dorf Mitling 5 Häuser und 28 Einwohner und das Dorf Mark 30 Häuser und 192 Einwohner hat“.
Die evangelisch-reformierte Mitling-Marker Kirche wurde im 13. Jahrhundert auf einer Warft gebaut.
Am 1. Januar 1973 wurde Mitling-Mark in die neue Gemeinde Westoverledingen eingegliedert.

## Entwicklung des Ortsnamens
Mark ist der ältere Teil des Ortes. Er wird erstmals im 10. Jahrhundert als Marcberga erwähnt. Spätere Bezeichnungen sind in Marki (10./11. Jahrhundert), Marckum (1564), Marck (1589) und Midling Marck (1645). Die Bezeichnung geht auf die Lage an der südlichen Grenze Ostfrieslands zurück. Sie ist identisch mit dem altfriesischen merke sowie dem altniederdeutschen marka, die eine Mark oder Grenze bezeichnen. Die erste Erwähnung Mitlings als to Mydlinghe datiert auf das Jahr 1436. Aus dem Jahr 1696 ist die Bezeichnung midling überliefert und die heutige Schreibweise ist seit 1824 geläufig. Der Name ist friesisch-niederdeutschen Ursprungs. Er bezeichnet die in der Mitte gelegene Siedlung.